# Zija Dibra
Zija Dibra (ur. 23 grudnia 1878 w Dibrze, zm. 20 stycznia 1925 we wsi Harizaj k. Kavai) – albański polityk i wojskowy, minister obrony i prac publicznych w roku 1921.

## Życiorys
Ukończył szkołę wojskową w Stambule, a następnie służył w sztabie generalnym armii osmańskiej. W marcu 1921 przyjechał do Albanii w stopniu kapitana armii osmańskiej i w październiku objął stanowisko ministra prac publicznych w rządzie Pandeli Evangjeliego. W grudniu 1921 brał udział w zamachu stanu, za co został 5 kwietnia 1922 skazany na karę śmierci in absentia przez sąd w Tiranie. W tym czasie przebywał we Włoszech. Powrócił do Albanii w lutym 1924, dzięki amnestii ogłoszonej przez parlament albański. Od czerwca 1924 współpracował z rządem Fana Noliego. Po przejęciu władzy przez Ahmeda Zogu w styczniu 1925, Zija DIbra został aresztowany we Wlorze i oskarżony o uprawianie propagandy bolszewickiej. Internowany w Durrësie, a następnie w Beracie. W czasie próby ucieczki z miejsca internowania został postrzelony śmiertelnie w głowę przez oficera żandarmerii.